# ديمتري دوماني
ديمتري دوماني (بالروسية: Домани, Дмитрий Вячеславович) مواليد 27 سبتمبر 1974 في موسكو، الجمهورية الروسية السوفيتية الاتحادية الاشتراكية، هو لاعب كرة سلة روسي معتزل. بدأ مسيرته الاحترافية في سنة 1997. يبلغ طوله 6 قدم 6.7 بوصة (2.0 م). اعتزل اللعب في 2012.

## المسيرة الاحترافية
لعب مع نادي سسكا موسكو لكرة السلة في الدوري الروسي من سنة 1997 إلى 2002، ثم لعب مع نادي دينامو موسكو لكرة السلة من سنة 2002 إلى 2011، ثم لعب مع نادي كراسني كريليا لكرة السلة في موسم 2011–2012.

## روابط خارجية
- ديمتري دوماني على موقع الاتحاد الدولي لكرة السلة (الإنجليزية)
- ديمتري دوماني على موقع الدوري الأوروبي لكرة السلة (الإنجليزية)
- ديمتري دوماني على موقع كرة السلة الأوروبية.كوم (الإنجليزية)
- ديمتري دوماني على موقع كلية كرة السلة في سبورتس رفرنس.كوم (الإنجليزية)
- ديمتري دوماني على موقع ريلجم (الإنجليزية)
- ديمتري دوماني على موقع بروبوليرز (الإنجليزية)
- ديمتري دوماني على موقع سبورتس رفرنس (الإنجليزية)